# Nopcsaspondylus alarconensis
Nopcsaspondylus alarconensis es la única especie conocida del género extinto  Nopcsaspondylus  ("vértebra de Nopcsa") de dinosaurio saurópodo rebaquiosáurido, que vivió a principios del período Cretácico, hace aproximadamente 89 millones de años, en el  Coniaciense, en lo que es hoy Sudamérica. Se cree que llegó a medir 15 metros de largo, una altura de 4,5 metros y un peso de 10 toneladas. 
Nopcsaspondylus, es una rareza, se describió a partir de un informe realizado por Nopcsa en 1902 en el que se mostraba una vértebra dibujada pero no se la nombraba. El fósil provenía de la Formación Candeleros, junto con el  titanosauriano Andesaurus, el Limaysaurus y el Giganotosaurus, así como esfenodontes, tortugas, serpientes y mamíferos, lo que muestra la diversidad de la fauna en esa región.
Nopcsaspondylus es un saurópodo de la familia Rebbachisauridae, cercanamente relacionado con el africano Rebbachisaurus, Nigersaurus y los sudamericanos Limaysaurus y Cathartesaura. La vértebra dibujada muestra un cuerpo pequeño con grandes espacios vacíos, típico de los rebaquiosáuridos.